# Gemert-Bakel
Gemert-Bakel  è una municipalità dei Paesi Bassi di 28 751 abitanti situata nella provincia del Brabante Settentrionale.
Costituita il 1º gennaio 1997, il suo territorio deriva dalla fusione dei territori delle ex-municipalità di Bakel en Milheeze e Gemert.